# Cyklokros Tábor
Il Cyklokros Tábor, conosciuto anche come Velká Cena Města Tábora, è una corsa in linea maschile e femminile di ciclocross che si svolge ogni novembre a Tábor, nella Repubblica Ceca. La prova maschile Elite fu creata nel 1996 e inserita nel calendario della Coppa del mondo di ciclocross dal 1998 al 2000, dal 2004 al 2008, dal 2011 al 2013 e dal 2018 in poi; lo stesso è avvenuto per la prova femminile Elite nella prima edizione del 2008, dal 2011 al 2013 e dal 2018 in poi.
Nelle edizioni del 2003, del 2009, del 2014 e del 2017 la corsa non si disputò per dare spazio ai campionati europei del 2003 e del 2017 e ai campionati del mondo del 2010 e del 2015, svoltisi tutti a Tábor.

## Albo d'oro

### Uomini Elite
Aggiornato all'edizione 2022.
| Anno | Vincitore              | Secondo                | Terzo                  |
| ---- | ---------------------- | ---------------------- | ---------------------- |
| 1996 | Paul Herijgers         | Jiří Pospíšil          | Adrie van der Poel     |
| 1997 | Mario De Clercq        | Richard Groenendaal    | Adrie van der Poel     |
| 1998 | Sven Nys               | Daniele Pontoni        | Mario De Clercq        |
| 1999 | Mario De Clercq        | Sven Nys               | Richard Groenendaal    |
| 2000 | Bart Wellens           | Richard Groenendaal    | Mario De Clercq        |
| 2001 | Sven Nys               | Erwin Vervecken        | Jiří Pospíšil          |
| 2002 | Bart Wellens           | Sven Vanthourenhout    | Jiří Pospíšil          |
| 2003 | non disputato          |                        |                        |
| 2004 | Kamil Ausbuher         | Sven Vanthourenhout    | Erwin Vervecken        |
| 2005 | Sven Nys               | Petr Dlask             | Kamil Ausbuher         |
| 2006 | Radomír Šimůnek jr.    | Bart Wellens           | Erwin Vervecken        |
| 2007 | Sven Nys               | Klaas Vantornout       | Lars Boom              |
| 2008 | Niels Albert           | Zdeněk Štybar          | Martin Bína            |
| 2009 | non disputato          | non disputato          | non disputato          |
| 2010 | Radomír Šimůnek jr.    | Christoph Pfingsten    | Steve Chainel          |
| 2011 | Kevin Pauwels          | Zdeněk Štybar          | Klaas Vantornout       |
| 2012 | Kevin Pauwels          | Lars van der Haar      | Niels Albert           |
| 2013 | Lars van der Haar      | Philipp Walsleben      | Kevin Pauwels          |
| 2014 | non disputato          | non disputato          | non disputato          |
| 2015 | David van der Poel     | Vincent Baestaens      | Michael Boroš          |
| 2016 | Michael Boroš          | Tomáš Paprstka         | Jens Adams             |
| 2017 | non disputato          | non disputato          | non disputato          |
| 2018 | Mathieu van der Poel   | Michael Vanthourenhout | Lars van der Haar      |
| 2019 | Mathieu van der Poel   | Eli Iserbyt            | Lars van der Haar      |
| 2020 | Michael Vanthourenhout | Eli Iserbyt            | Wout Van Aert          |
| 2021 | Lars van der Haar      | Eli Iserbyt            | Quinten Hermans        |
| 2022 | Eli Iserbyt            | Lars van der Haar      | Michael Vanthourenhout |

### Donne Elite
Aggiornato all'edizione 2022.
| Anno    | Vincitrice        | Seconda                    | Terza               |
| ------- | ----------------- | -------------------------- | ------------------- |
| 2008    | Hanka Kupfernagel | Maryline Salvetat          | Pavla Havlíková     |
| 2009-10 | non disputato     | non disputato              | non disputato       |
| 2011    | Kateřina Nash     | Daphny van den Brand       | Sanne van Paassen   |
| 2012    | Sanne van Paassen | Katherine Compton          | Helen Wyman         |
| 2013    | Katherine Compton | Nikki Harris               | Pavla Havlíková     |
| 2014    | non disputato     | non disputato              | non disputato       |
| 2015    | Pavla Havlíková   | Nikola Nosková             | Adéla Šafářová      |
| 2016    | Karla Štěpánová   | Pavla Havlíková            | Geerte Hoeke        |
| 2017    | non disputato     | non disputato              | non disputato       |
| 2018    | Lucinda Brand     | Annemarie Worst            | Alice Maria Arzuffi |
| 2019    | Annemarie Worst   | Ceylin del Carmen Alvarado | Yara Kastelijn      |
| 2020    | Lucinda Brand     | Ceylin del Carmen Alvarado | Denise Betsema      |
| 2021    | Lucinda Brand     | Puck Pieterse              | Annemarie Worst     |
| 2022    | Fem van Empel     | Puck Pieterse              | Annemarie Worst     |

### Uomini Under-23
Aggiornato all'edizione 2022.
| Anno    | Vincitore            | Secondo           | Terzo            |
| ------- | -------------------- | ----------------- | ---------------- |
| 2008    | Philipp Walsleben    | Aurélien Duval    | Tom Meeusen      |
| 2009-10 | non disputato        | non disputato     | non disputato    |
| 2011    | Lars van der Haar    | Elia Silvestri    | Mike Teunissen   |
| 2012    | Mike Teunissen       | Corné van Kessel  | Wietse Bosmans   |
| 2013    | Mathieu van der Poel | Gianni Vermeersch | Wout Van Aert    |
| 2014-17 | non disputato        | non disputato     | non disputato    |
| 2018    | Thomas Pidcock       | Jakob Dorigoni    | Antoine Benoist  |
| 2019    | Thomas Mein          | Kevin Kuhn        | Antoine Benoist  |
| 2020    | Thomas Mein          | Ben Turner        | Iván Feijoo      |
| 2021    | Mees Hendrikx        | Ryan Kamp         | Cameron Mason    |
| 2022    | Thibau Nys           | Jente Michels     | Emiel Verstrynge |

### Uomini Juniores
Aggiornato all'edizione 2022.
| Anno    | Vincitore            | Secondo             | Terzo               |
| ------- | -------------------- | ------------------- | ------------------- |
| 2008    | Tijmen Eising        | Lars van der Haar   | Matej Lasák         |
| 2009-10 | non disputato        | non disputato       | non disputato       |
| 2011    | Mathieu van der Poel | Quentin Jauregui    | Daan Hoeyberghs     |
| 2012    | Mathieu van der Poel | Quinten Hermans     | Karel Pokorný       |
| 2013    | Adam Ťoupalík        | Eli Iserbyt         | Joris Nieuwenhuis   |
| 2014    | non disputato        | non disputato       | non disputato       |
| 2015    | Josef Jelínek        | Jonáš Březina       | Václav Sirůček      |
| 2016    | Jan Gavenda          | Jofre Cullell       | Jakub Schierl       |
| 2017    | non disputato        | non disputato       | non disputato       |
| 2018    | Witse Meeussen       | Thibau Nys          | Tom Lindner         |
| 2019    | Thibau Nys           | Davide De Pretto    | Jan Zatloukal       |
| 2020    | Matěj Stránský       | Lorenzo Masciarelli | Matyáš Fiala        |
| 2021    | David Haverdings     | Nathan Smith        | Yordi Corsus        |
| 2022    | Léo Bisiaux          | Václav Ježek        | Viktor Vandenberghe |

### Donne Juniores
Aggiornato all'edizione 2022.
| Anno | Vincitrice      | Seconda             | Terza               |
| ---- | --------------- | ------------------- | ------------------- |
| 2020 | Zoe Bäckstedt   | Marie Schreiber     | Lucia Bramati       |
| 2021 | Zoe Bäckstedt   | Leonie Bentveld     | Federica Venturelli |
| 2022 | Leonie Bentveld | Viktória Chladoňová | Fleur Moors         |